# Arroz y tartana
|  | Per a altres significats, vegeu «Arroz y tartana (desambiguació)». |

Arròs i tartana és una novel·la de Vicente Blasco Ibáñez publicada en 1894. Escrita en principi com a fulletó per al diari El Pueblo, que dirigia ell mateix, va aparéixer després com a llibre. Es considerada la primera novel·la costumista de l'autor, de tema valencià.

## Argument
Donya Manuela Pallers, vídua per dues vegades, pertany a una família dedicada al comerç tradicional, que amb molt esforç ha aixecat una botiga de teixits a la Plaça del Mercat de València, Les Tres Roses, i ha aconseguit una posició acomodada a la ciutat de València. Desgraciadament per a ella, la fortuna aconseguida pel seu primer marit va ser dilapidada pel segon, però ella, obsessionada per mantenir les aparences d'un alt nivell de vida per casar a les seues dues filles, segueix gastant per damunt de les seues possibilitats, i endeutant-se cada vegada més.
Els consells del seu germà Juan, que té una manera de viure molt més austera que Manuela, no serveixen de res. Juanito, el fill de Manuela és partidari de seguir amb el comerç familiar, però contagiat de l'exemple que veu al seu voltant, i amb l'esperança de traure a sa mare de les dificultats econòmiques, comença a jugar en la Borsa de valors, obtenint ràpids guanys.
Quan canvia la conjuntura financera, la situació de la família Pallers passa a ser angoixant.

## Interpretació
La trama argumental planteja dues maneres diferents d'entendre l'activitat econòmica, d'una banda el comerç tradicional, de guanys xicotets però segurs, treball dur i vida afable, i per una altra el risc d'invertir en Borsa, amb guanys ràpids però incerts.
L'autor descriu el tren de vida de la protagonista, donya Manuela, segons una copla popular valenciana:
Arròs i tartana
Casaca a la moda
i rode la bola
a la valenciana

## Llengua
La novel·la està escrita en castellà. Però mostra l'ús diglòssic del valencià en la societat valenciana. El castellà és la llengua que parlen els benestants, mentre que el valencià és la llengua dels llauradors i la gent de clases més baixes de la societat.
El valencià és la llengua que empra a les festes que apareixen a la novel·la com són a les falles (Capítol 5é), els miracles de Sant Vicent (Capítol 6é) a les cançons populars
Hi ha una escena al tercer capítol que mostra la diglòssia de la societat valenciana. en eixe capítol entra en escena una llauradora que és la mare de llet de la filla de la senyora Donya Manuela i el narrador explica que parla en castellà perquè la senyora no acepta que en sa casa es parle en altra llengua.

## Adaptacions
L'any 2003, José Antonio Escrivá va dirigir una sèrie per aRTVE basada en la novel·la. Va estar interpretada per Carmen Maura i José Sancho en els principals papers.